# Sviňucha kalifornská
Sviňucha kalifornská (Phocoena sinus), ve španělštině se používá též pojmenování vaquita marina - mořská kravička, je savec z řádu kytovců, čeledi sviňuchovitých a rodu Phocoena. Jedná se o endemický živočišný druh, který žije pouze na severu Kalifornského zálivu v Mexiku. Je bezprostředně ohrožena vyhynutím, celková populace čítala začátkem roku 2019 jen asi 10 jedinců.

## Popis

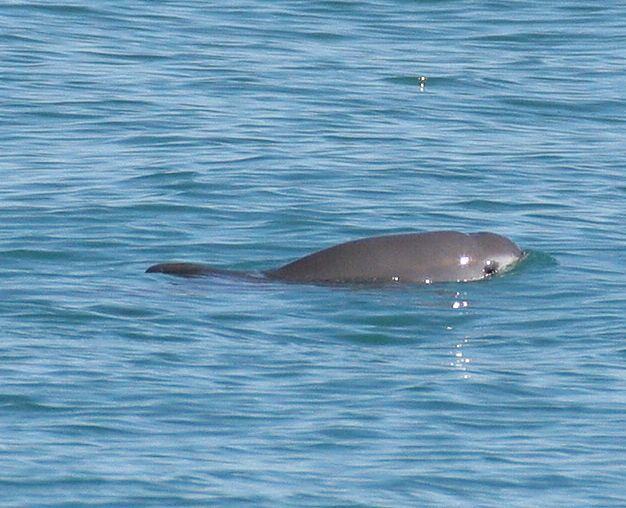
Sviňucha kalifornská s typickém černým proužkem u oka

Sviňucha kalifornská je nejmenším kytovcem na světě. Dosahuje délky 120 až 150 cm a váhy od 30 do 55 kg. Samice bývá obvykle poněkud větší než samec. Tělo má šedou barvu, v horní části obvykle výrazně tmavší než vespod. Břicho je velmi světlé. Tmavě zbarvený pruh kůže se táhne od spodní čelisti po kořen prsních ploutví. Ty jsou tmavě zbarvené. Okolo ústní dutiny a očí má černý proužek. V čelistech se nachází 34 až 40 zubů, které tvarem připomínají žaludy. Stejně jako další kytovci mají i tyto sviňuchy sonar, který slouží ke komunikaci, navigaci a vyhledávání kořisti.

## Ekologie, chování
Žije osamoceně nebo v malých skupinách (nejčastěji 2, maximálně 10 jedinců). Sdružuje se v pobřežních mělkých vodách (do 50 metrů), na otevřené moře vyplouvá jen zřídka. Na rozdíl od jiných druhů sviňuch dobře snáší poměrně vysoké teploty vody (až 36 °C). Živí se menšími rybami mnoha různých druhů, hlavonožci a korýši (kraby).

### Rozmnožování, život
Jelikož se jedná o spíše samotářský druh, samci se snaží vyhledat postupně co nejvíce samic a spářit se s nimi. Páření probíhá od půlky dubna do května. Doba březosti je asi 10,6 měsíce. Rodí se vždy jedno mládě, které při narození měří 0,6 až 0,7 metru. Matka ho kojí přibližně rok, pak bývá odstaveno. Pohlavní zralosti dosahuje sviňucha po 3 až 6 letech. Dožívá se okolo 20 let.

## Populace
V současnosti je sviňucha kalifornská podle IUCN kriticky ohroženým druhem, kterému bezprostředně hrozí vyhubení. V roce 1997 žilo v Kalifornském zálivu asi 567 těchto zvířat, v roce 2008 to bylo přibližně 245 kusů. Populace dále klesala a podle odhadů čítala v roce 2015 97 jedinců. Na začátku roku 2017 vyšla zpráva CIRVA (Comité Internacional para la Recuperación de la Vaquita), která psala o tom, že stav druhu poklesl za posledních 5 let o 90 % a že na světě zbývá posledních 30 jedinců. Zpráva IUCN publikovaná v roce 2017 počítala s 18 dospělými kusy, odhad z března 2018 hovořil jen o asi 12 jedincích a odhad z března 2019 pak jen o 10. Sčítání v roce 2024 odhadovalo posledních 6–8 kusů.

## Hrozby, ochrana
Hlavní hrozbou pro přežití druhu je v dlouhodobé perspektivě tzv. bycatch neboli nezáměrné zachycování v rybářských sítích a následné udušení. Rybáři na severu Kalifornského zálivu nelegálně loví dalšího místního kriticky ohroženého endemita jménem smuha MacDonaldova (Totoaba macdonaldi), především kvůli jejímu plovacímu měchýři, a sviňucha je častou nechtěnou obětí těchto lovů. Odhaduje se, že ročně takto přijde o život 7 až 15 % populace. Dalšími nebezpečími jsou příbuzenské křížení, zamoření pesticidy a změny životního prostředí.
Severní část Kalifornského zálivu a okolní pevnina byla vyhlášena mexickou biosférickou rezervací Alto Golfo de California y Delta del Río Colorado o celkové výměře 934 756 ha (z toho 527 608 ha vodní plochy), která figuruje na seznamu světového přírodního dědictví UNESCO pod názvem „Ostrovy a chráněná území Kalifornského zálivu“. Konkrétní doporučení ohledně ochrany druhu vydává organizace Comité Internacional para la Recuperación de la Vaquita založená roku 1997. Ačkoliv se v posledních letech plánovaly různé záchranné akce a programy (mj. chov v zajetí), předpokládá se, že druh v nejbližší době vyhyne.